# Kevin Duckworth
Kevin Jerome Duckworth (Harvey, 1º aprile 1964 – Gleneden Beach, 25 agosto 2008) è stato un cestista statunitense, professionista nella NBA.

## Università ed esordio NBA
Duckworth cresce presso Chicago, Illinois, dove giocò alla Thornridge High School. Successivamente si trasferì alla Eastern Illinois University, dove stabilì un record universitario di 867 rimbalzi catturati, primato che resiste imbattuto anche all'epoca della morte di Kevin. Nel 1986 viene eletto migliore giocatore dell'anno della sua conference.
Al Draft NBA 1986 viene selezionato dai San Antonio Spurs alla 33ª scelta. Con i texani disputa solamente un'annata, peraltro giocando poco (14 partite all'attivo, per 8,7 minuti a gara): verrà girato ai Portland Trail Blazers al termine della stagione, in cambio del debuttante Walter Berry.

## Portland
Nella stagione dell'esordio con la casacca di Portland non viene mai schierato da titolare, pagando la concorrenza del titolare Steve Johnson. Il suo minutaggio e le sue cifre crescono sensibilmente la stagione successiva, quando viene impiegato in quintetto di partenza in pianta stabile, approfittando dell'infortunio occorso a Johnson. L'ottimo campionato gli permette di vincere il NBA Most Improved Player Award 1988, grazie anche ai 15,8 punti e 7,4 rimbalzi a partita.
L'annata successiva Duckworth mise a segno medie addirittura migliori, 18,1 punti e 8,0 rimbalzi a match, e ricevette la convocazione per l'All-Star Game 1989. Le prestazioni di "Duck", questo il suo soprannome, si mantennero su standard elevati anche nelle stagioni immediatamente seguenti, arrivando con i suoi Trail Blazers a disputare le finali playoff NBA 1990, poi perse contro Detroit. Nel 1991 arriva poi la seconda chiamata per l'All-Star Game.

## Declino
Durante la stagione 1991-92 si intravidero segnali di declino, quando un primo peggioramento delle sue condizioni fisiche andò a ripercuotersi sulle prestazioni in campo. Seppur con un minutaggio più ristretto, Duckworth venne tuttavia impiegato anche nelle finali play-off 1992, quando Portland venne sconfitta dai Chicago Bulls di Michael Jordan. La stagione successiva registrò cifre ancora più modeste, così la dirigenza dei Blazers decide di scambiarlo ai Washington Bullets, in cambio di Harvey Grant. Qui vi restò per due stagioni, oscillando fra i 6,6 e i 7,1 punti a gara in poco più di 20 minuti giocati. Dopo questa esperienza approdò ai Milwaukee Bucks, ma un serio infortunio lo tenne fermo per gran parte della stagione, e riuscì a disputare solamente 8 partite. Chiuse infine la carriera ai Los Angeles Clippers, al termine della stagione 1996-97, registrando 4,0 punti e 2,3 rimbalzi a partita.
Durante la sua esperienza nel campionato NBA ha collezionato complessivamente 8 085 punti, 3 945 rimbalzi e 316 stoppate.

## Dopo il ritiro
Dopo il ritiro dall'attività agonistica aprì un locale a Vancouver, il Le'Slam Sports Cafe, in comproprietà con Kermit Washington. Si stabilì a Tigard, nell'Oregon, con la sua fidanzata e i due figli della donna. Inoltre, negli ultimi anni prima della sua morte, Duckworth lavorò presso la Royal Marine Sales, piccola azienda da lui controllata operante nel commercio di yacht e piccole imbarcazioni marine.

## Morte
Kevin cessò di vivere il 25 agosto 2008 all'età di 44 anni. La causa del decesso è da attribuirsi ad un arresto cardiaco, avvenuto in una stanza d'albergo presso Gleneden Beach, in Oregon, senza che i primi soccorsi abbiano avuto esito. Si trovava in città in qualità di rappresentante dei Portland Trail Blazers, allo scopo di tenere e curare un corso di pallacanestro per bambini.
Tuttavia, il suo peso era aumentato a dismisura negli anni successivi al ritiro dall'attività di giocatore professionista.

## Statistiche

### College
| Anno      | Squadra      | PG  | PT  | MP   | TC%  | 3P% | TL%  | RP  | AP  | PRP | SP  | PP   |
| --------- | ------------ | --- | --- | ---- | ---- | --- | ---- | --- | --- | --- | --- | ---- |
| 1982-1983 | EIU Panthers | 30  | 29  | 22,3 | 52,8 | -   | 67,4 | 6,0 | 0,4 | 0,3 | 0,3 | 9,6  |
| 1982-1983 | EIU Panthers | 28  | 25  | 22,9 | 59,7 | -   | 68,5 | 6,8 | 0,4 | 0,4 | 1,0 | 11,6 |
| 1982-1983 | EIU Panthers | 28  | 17  | 26,2 | 51,6 | -   | 65,7 | 7,3 | 0,4 | 0,3 | 1,6 | 11,8 |
| 1982-1983 | EIU Panthers | 32  | 32  | 32,0 | 63,1 | -   | 76,2 | 9,1 | 0,7 | 0,7 | 1,3 | 19,5 |
| Carriera  | Carriera     | 118 | 103 | 26,0 | 57,7 | -   | 70,5 | 7,3 | 0,5 | 0,4 | 1,0 | 13,3 |

### NBA

#### Regular Season
| Anno      | Squadra             | PG  | PT  | MP   | TC%  | 3P%  | TL%  | RP  | AP  | PRP | SP  | PP   |
| --------- | ------------------- | --- | --- | ---- | ---- | ---- | ---- | --- | --- | --- | --- | ---- |
| 1986-1987 | San Antonio Spurs   | 14  | 1   | 8,7  | 40,0 | -    | 64,3 | 2,2 | 0,4 | 0,4 | 0,2 | 3,2  |
| 1986-1987 | Portland T. Blazers | 51  | 0   | 14,8 | 49,1 | 0,0  | 69,2 | 3,8 | 0,5 | 0,3 | 0,4 | 6,0  |
| 1987-1988 | Portland T. Blazers | 78  | 50  | 28,5 | 49,6 | -    | 77,0 | 7,4 | 0,8 | 0,4 | 0,4 | 15,8 |
| 1988-1989 | Portland T. Blazers | 79  | 79  | 33,7 | 47,7 | 0,0  | 75,7 | 8,0 | 0,8 | 0,7 | 0,6 | 18,1 |
| 1989-1990 | Portland T. Blazers | 82  | 82  | 30,0 | 47,8 | -    | 74,0 | 6,2 | 1,1 | 0,4 | 0,4 | 16,2 |
| 1990-1991 | Portland T. Blazers | 81  | 81  | 31,0 | 48,1 | 0,0  | 77,2 | 6,6 | 1,1 | 0,4 | 0,4 | 15,8 |
| 1991-1992 | Portland T. Blazers | 82  | 82  | 27,1 | 46,1 | 0,0  | 69,0 | 6,1 | 1,2 | 0,5 | 0,5 | 10,7 |
| 1992-1993 | Portland T. Blazers | 74  | 55  | 23,8 | 43,8 | 0,0  | 73,0 | 5,2 | 0,9 | 0,6 | 0,5 | 9,9  |
| 1993-1994 | Washington Bullets  | 69  | 52  | 21,5 | 41,7 | -    | 66,7 | 4,7 | 0,8 | 0,5 | 0,5 | 6,6  |
| 1994-1995 | Washington Bullets  | 40  | 22  | 20,5 | 44,2 | 20,0 | 64,3 | 4,9 | 0,5 | 0,5 | 0,6 | 7,1  |
| 1995-1996 | Milwaukee Bucks     | 8   | 1   | 7,3  | 21,4 | -    | 50,0 | 0,9 | 0,3 | 0,3 | 0,0 | 1,1  |
| 1996-1997 | L.A. Clippers       | 26  | 22  | 14,8 | 43,7 | 75,0 | 68,8 | 2,3 | 0,6 | 0,3 | 0,4 | 4,0  |
| Carriera  | Carriera            | 684 | 527 | 25,5 | 46,8 | 20,8 | 73,6 | 5,8 | 0,9 | 0,5 | 0,5 | 11,8 |

#### Playoffs
| Anno     | Squadra             | PG | PT | MP   | TC%  | 3P% | TL%  | RP   | AP  | PRP | SP  | PP   |
| -------- | ------------------- | -- | -- | ---- | ---- | --- | ---- | ---- | --- | --- | --- | ---- |
| 1987     | Portland T. Blazers | 4  | 0  | 13,3 | 50,0 | -   | 40,0 | 2,0  | 0,3 | 1,0 | 0,3 | 3,5  |
| 1988     | Portland T. Blazers | 4  | 4  | 37,8 | 48,6 | 0,0 | 78,3 | 11,0 | 1,8 | 0,3 | 0,5 | 21,5 |
| 1989     | Portland T. Blazers | 3  | 3  | 27,7 | 40,0 | -   | 54,5 | 5,7  | 0,7 | 0,3 | 0,3 | 11,3 |
| 1990     | Portland T. Blazers | 15 | 15 | 30,2 | 43,9 | -   | 71,7 | 5,8  | 1,1 | 0,3 | 0,6 | 13,1 |
| 1991     | Portland T. Blazers | 16 | 16 | 31,9 | 40,1 | -   | 73,2 | 6,7  | 0,9 | 0,5 | 0,5 | 11,7 |
| 1992     | Portland T. Blazers | 21 | 21 | 30,8 | 49,5 | -   | 66,0 | 5,6  | 2,0 | 0,5 | 0,6 | 11,9 |
| 1993     | Portland T. Blazers | 4  | 0  | 14,5 | 33,3 | -   | 100  | 3,3  | 0,8 | 0,0 | 0,3 | 4,5  |
| Carriera | Carriera            | 67 | 59 | 29,2 | 44,7 | 0,0 | 70,2 | 5,9  | 1,3 | 0,4 | 0,5 | 11,7 |

## Palmarès
- NBA Most Improved Player (1988)
- 2 volte NBA All-Star (1989, 1991)